# Theodor Leschetizky

Theodor Lescheti(t)zky (vor 1894)

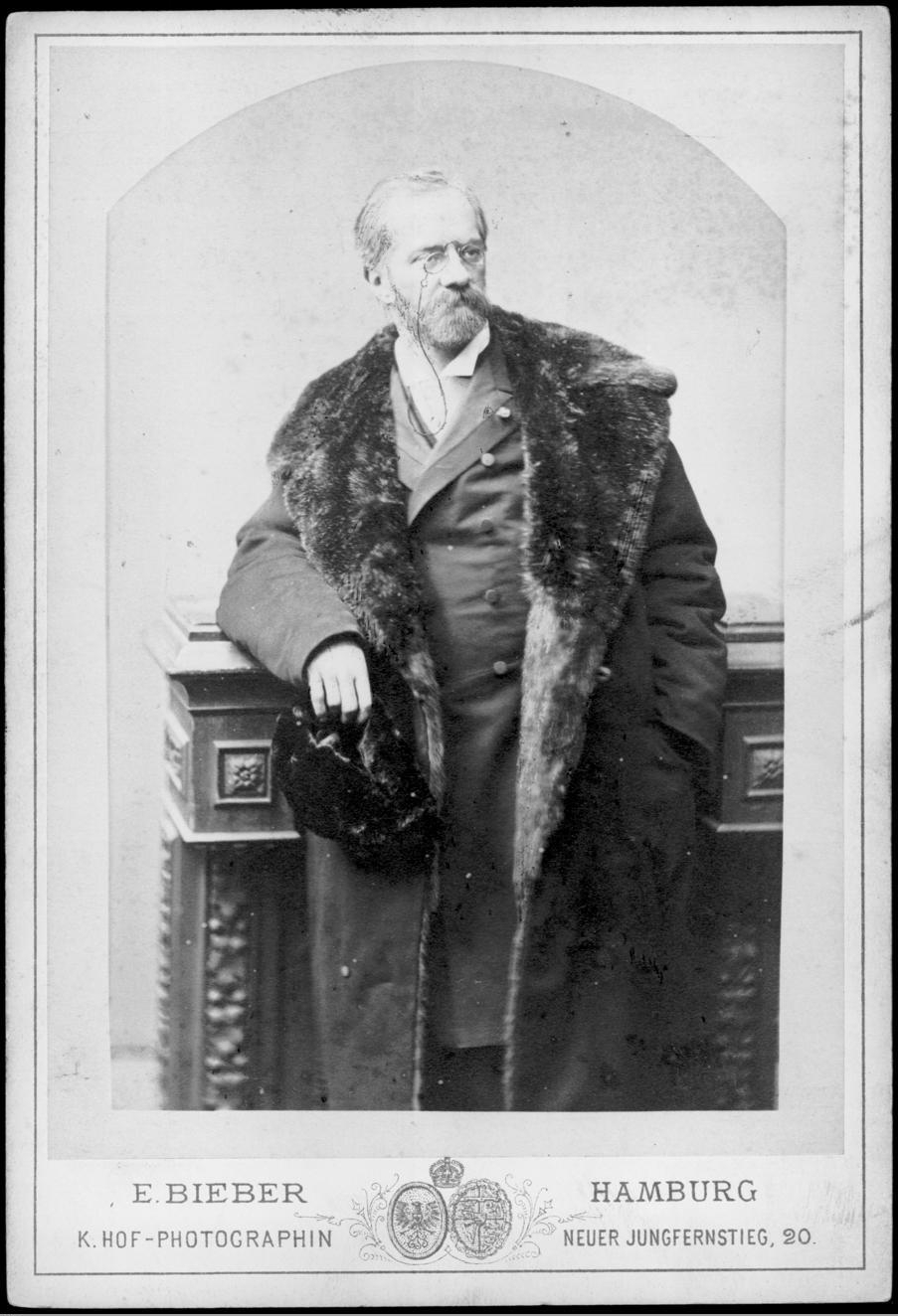
Theodor Leschetitzky, carte de visite Emilie Bieber, Hamburg um 1880

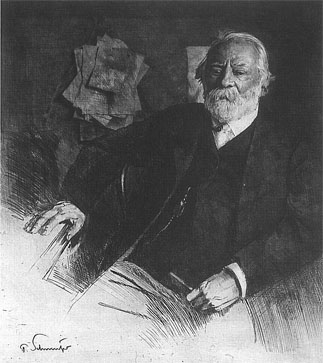
Theodor Leschetizky, Radierung von Ferdinand Schmutzer, 1911

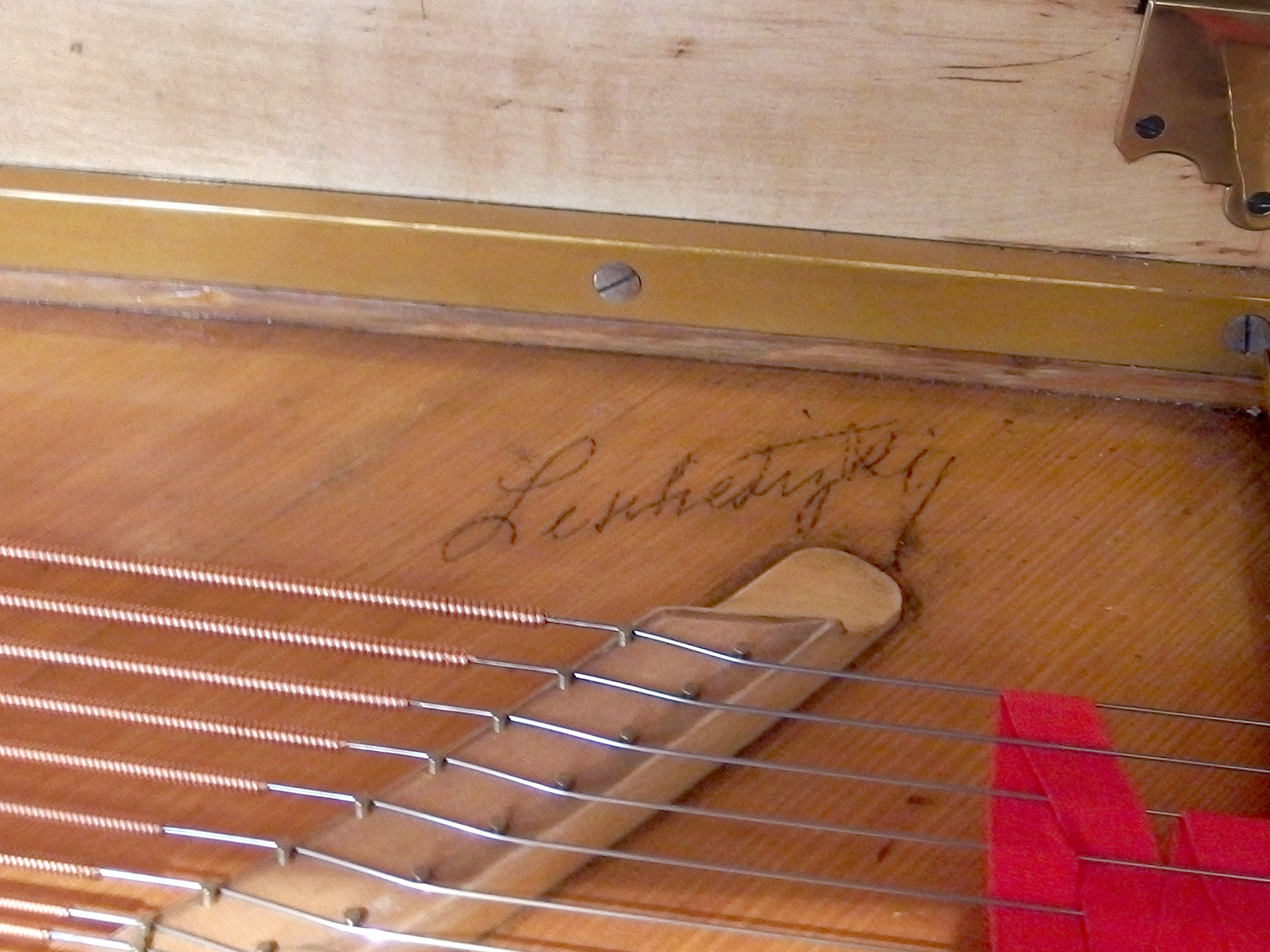
Unterschrift von Leschetizky auf dem Resonanzboden des Konzertflügels Nr. 9625 von Bösendorfer

Theodor Leschetizky, auch Theodor Leschetitzky, eigentlich Teodor Leszetycki (* 22. Juni 1830 in Łańcut, Galizien, Kaisertum Österreich; † 14. November 1915 in Dresden), war ein polnisch-österreichischer Pianist, Komponist und Musikpädagoge.

## Leben
1841 debütierte Theodor als Pianist mit einem Klavierkonzert von Carl Czerny in Lemberg. Im Alter von zwölf Jahren ging Leschetizky nach Wien und lernte Klavier bei Carl Czerny und Komposition bei Simon Sechter und wurde bereits im Alter von 14 Jahren Klavierlehrer und Pianist.
1854 ging er nach Sankt Petersburg, wo er 1862 zusammen mit Anton Rubinstein das dortige Konservatorium gründete. Leschetitzky gilt neben Nikolai Rubinstein als Ahnherr der sogenannten Russischen Schule des Klavierspiels.
In St. Petersburg lehrte er bis 1878 und war Konzertmeister am Hofe der Großfürstin Helena, gab zahlreiche Konzerte und war auch als Dirigent tätig.
1878 siedelte er zurück nach Wien und war inzwischen mit der Pianistin Anna Jessipowa verheiratet, die seine Schülerin war. Nach der Konzertsängerin Friedburg war sie bereits seine zweite Frau. 1892 ließ er sich scheiden und war von 1894 bis 1908 mit Donimirska Benislawska und ab 1908 mit Marie Gabriele Rozborska verheiratet.
Zahlreiche bekannte Pianisten gehörten zu seinen Schülern, so Ignacy Jan Paderewski, Artur Schnabel, Ossip Gabrilowitsch, Franz Schmidt, Elly Ney, Mieczysław Horszowski, Benno Moiseiwitsch, Paul Wittgenstein, Ignaz Friedman, Anna Hirzel-Langenhan, Antonina Szukiewicz, Richard Buhlig, Dmitri Klimow, Mark Hambourg und Isabelle Vengerova. Leschetizky war einer der bedeutendsten und einflussreichsten Klavierpädagogen seiner Zeit. Leopold Godowsky widmete ihm einige seiner Studien über die Etüden (Chopin). Um 1899 unterrichtete er unter anderem auch die Sängerin Clara Clemens, die Tochter von Mark Twain. Twain war zur Ermöglichung dieses Studiums auch selbst nach Österreich gezogen und lebte hier zwei Jahre lang.
1882 erwarb Leschetizky einen Konzertflügel von Bösendorfer (2,50 lang, Wiener Mechanik mit Patentauslösung, Geradsaiter, keine Gußplatte) mit der Nummer 9625.
Dieser Flügel steht heute konzertfähig restauriert im Clavier-Salon in Göttingen und wird laufend in Konzerten vorgestellt.
Am 18. Februar 1906 nahm er zwölf Klavierstücke für das Reproduktionsklavier Welte-Mignon im Leipziger Aufnahmestudio von Welte auf, davon sieben eigene Werke. Außerdem gibt es eine Edisonwalze von ca. 1900, auf der er über „Kein Leben ohne Kunst“ spricht.

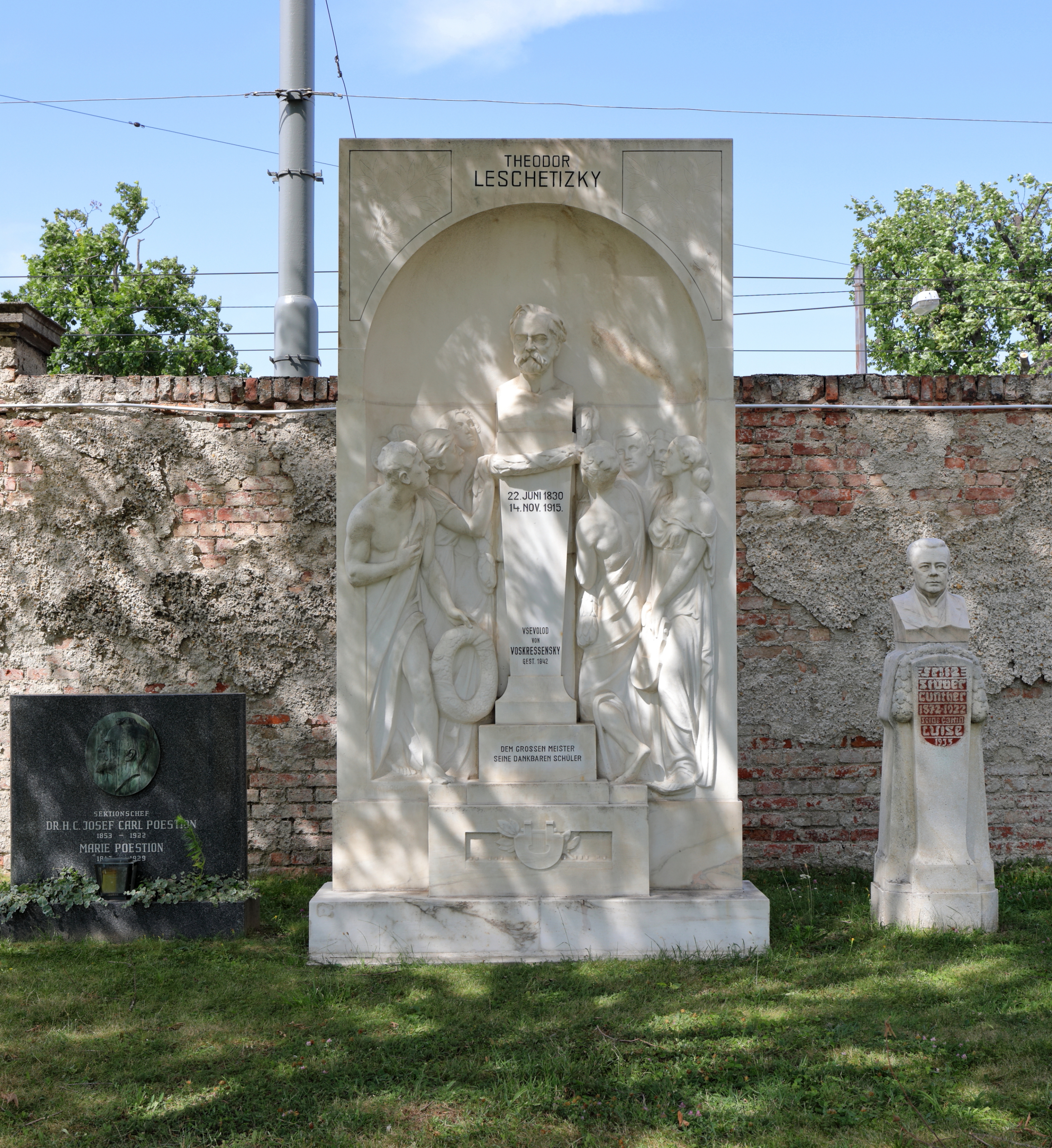
Grabmal auf dem Wiener Zentralfriedhof

Begraben wurde er in einem Ehrengrab auf dem Wiener Zentralfriedhof (Gruppe 0, Reihe 1, Nummer 94).
Im Jahr 1932 wurde in Wien-Währing (18. Bezirk) die Leschetitzkygasse nach ihm benannt. Ebenso führt in Bad Ischl eine Straße seinen Namen.
Ein Leschetizky-Verein mit einem umfangreichen Archiv wurde 1991 in Bad Ischl durch Leschetizkys Urenkelin Margeret Tautschnig und den belgischen Pianisten Peter Ritzen gegründet. Im Ortsteil Ahorn befindet sich ein Denkmal sowie eine nach ihm benannte Höhe.

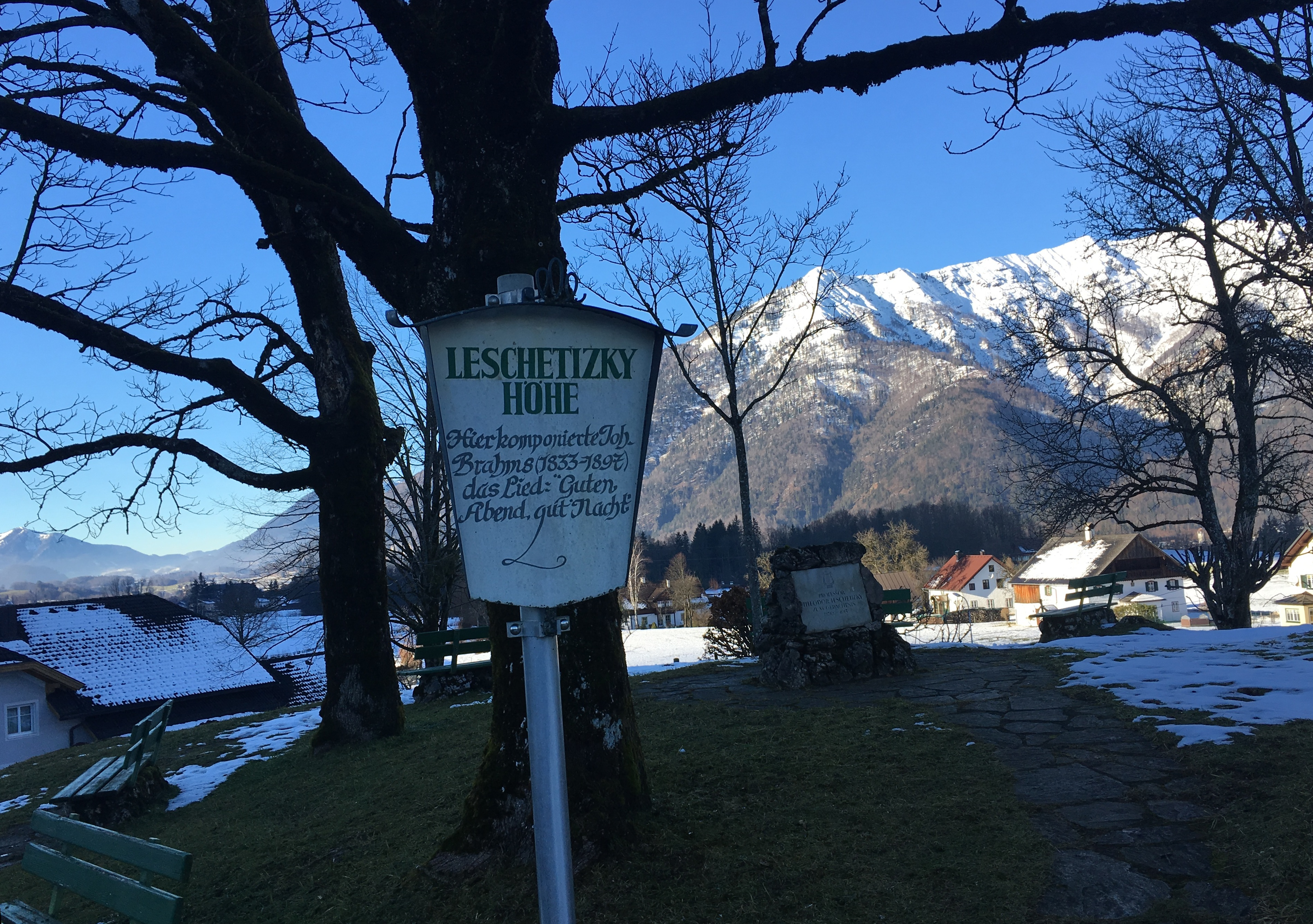
Leschetizky-Höhe in Bad Ischl

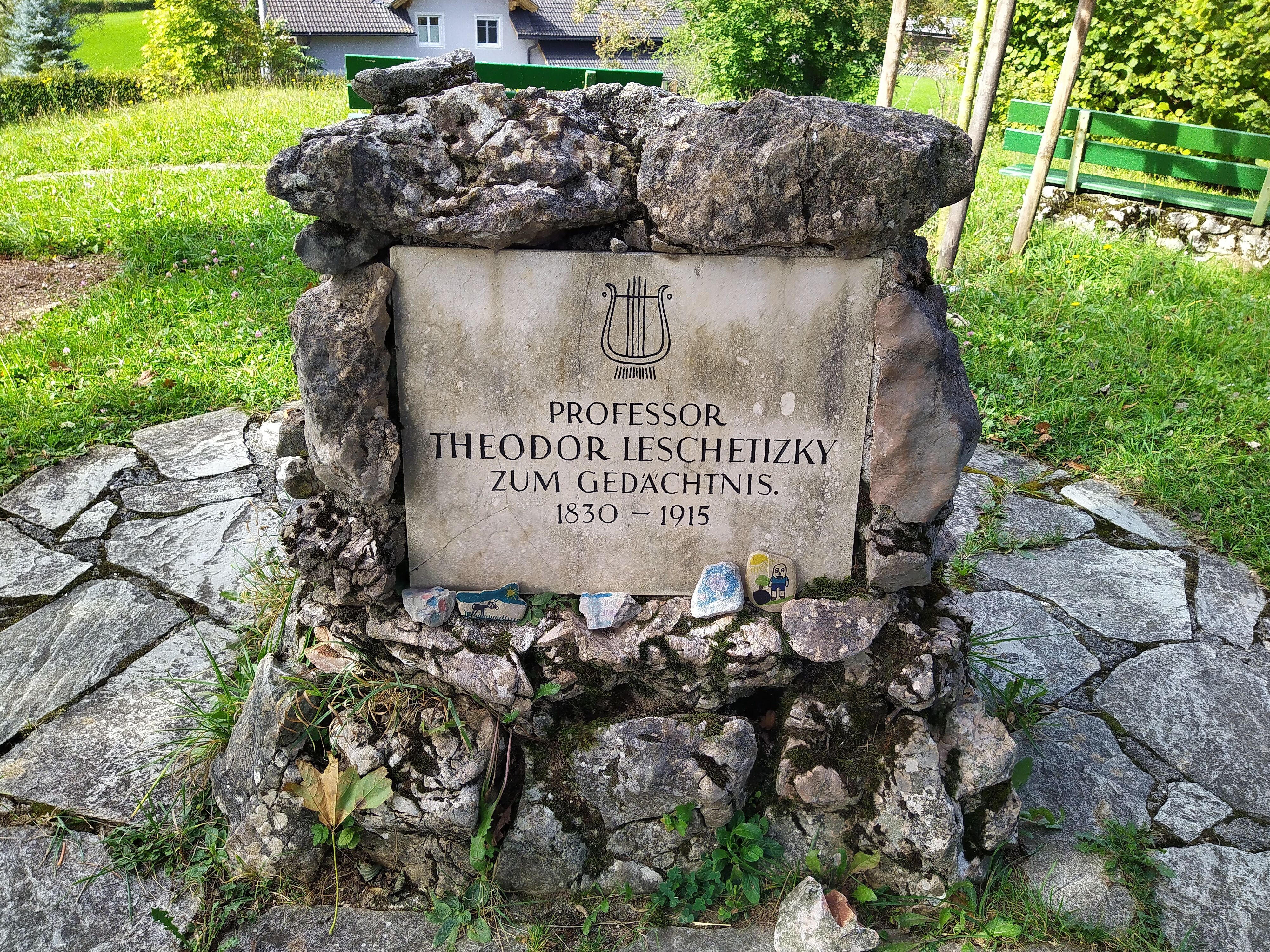
Denkmal für Theodor Leschetizky in Bad Ischl

2010 wurde in Gießen die Deutsche Leschetizky-Gesellschaft e. V. gegründet, die sich zum Ziel gesetzt hat, Theodor Leschetizky und sein Werk auch in Deutschland bekannter zu machen. Dazu begründete sie eine eigene Buchreihe (Studien, Beiträge und Materialien zur Leschetizky-Forschung) und beginnt mit der kritischen Neuausgabe seiner Kompositionen. Auf Anregung der Deutschen Leschetizky-Gesellschaft e. V. führte die Karlsruher Salonoper am 100. Todestag Leschetizkys, dem 14. November 2015, in Gaggenau seine komische Oper „Die erste Falte“ wieder auf.

## Werke (Auswahl)

### Werke mit Opuszahl
- Gruß an die Nacht, Nocturne op. 1 OCLC 498319660
- Les deux alouettes op. 2, Pietro Mechetti qm. Carlo,  Wien, 1851, I Impromptu OCLC 24333977 II Mazurka de concert in Des-Dur OCLC 457844300
- Les pêcheurs au bord de la mer chanson pour le piano op. 3, Pietro Mechetti qm. Carlo, Wien, 1851 OCLC 1159118440
- Le doux rêve [Der süße Traum] op. 4 Nr. 1 OCLC 870531767
  - Le Doux Reve, Bararolle Napolitaine, Das Klavierwerk Nr. 3 (arr. Muth) ISMN M-2054-0306-5, Wolfgang G. Haas-Musikverlag Köln.
- Deux mazurkas, op. 8 II f-moll, F.E.C. Leuckart (Constantin Sander), Leipzig, 1876 OCLC 919135851
- Concerto-symphonique pour le piano et l’orchestre [Klavierkonzert c-moll], op. 9 OCLC 52412399
- Sechs Improvisationen op. 11, I Impromptu: Le doux rêve OCLC 842973212 II Souvenir OCLC 1036354795
- Nocturne Nr. 2 op. 12, OCLC 1298809245
- Andante Finale für die linke Hand op. 13, Etude brillante, Schlesinger, Berlin OCLC 705204287 (Digitalisat im Münchener Digitalisierungszentrum der Bayerischen Staatsbibliothek)
  - Paraphrase on Lucia di Lammermoor by Donizetti, Das Klavierwerk Nr. 1 (arr. Muth) ISMN M-50000-398-4, Wolfgang G. Haas-Musikverlag Köln
- Mazurka pour le piano op. 15, Schlesinger, Berlin OCLC 165295414
- Marche militaire (arr. Peter Ritzen), op. 17
- 6 Meditations op. 19, Livre 1: I La Melusine II Reponse III L'approche du printemps. Livre 2:  IV Berceuse V Decouragement VI Consolation OCLC 49203016
  - Leichtere Stücke (3) op. 19,4/6 Motif Finlandais, Méditation Berceuse, Méditation Consolation, Das Klavierwerk Nr. 2 (arr. Muth)ISMN M-2054-0215-0, Wolfgang G. Haas-Musikverlag Köln.
- Valse Chromatique für Klavier op. 22, A. Hammond, London, 1876 OCLC 681153910
- Filigrane-polka für Klavier op. 23, August Cranz, Leipzig OCLC 498319796
- Deux Mazurkas pour piano op. 24 I e-moll OCLC 910119830 II OCLC 13016564
- Drei Lieder für eine tiefe Stimme op. 30, Text: Friedrich Halm, Gustav Lewy, Wien, um 1884 OCLC 758747640 (Digitalisat im Internet Archive) I Eins möcht ich sein II Was du suchst, es steht zu ferne III Die Blonde oder Braune
- Drei Stücke für Klavier op. 31 I Une fleur des Alpes, Mélodie II. L’aveu [Das Geständnis], Improvisation, F.E.C. Leuckart, Leipzig, 1876 OCLC 870529829 III Papillon, Intermezzo en forme d’étude,  F.E.C. Leuckart, 1877 OCLC 29450925
- Sechs Lieder für eine tiefe Singstimme mit Begleitung des Pianoforte op. 32 I Mittagszauber für Sopran und Klavier, Text: Emanuel Geibel OCLC 165295416
- 2 Pieces, op. 35 I Le bal d’hier, Mazurka-Reverie OCLC 799198629 II Souvenir d’Ischl (Valse) OCLC 23067497
- Quatre morceaux pour piano [Vier Stücke für Klavier], op. 36 OCLC 19644836 I Aria, Anton Rubinstein gewidmet II Gigue III Humoresque IV La source
- Valse-caprice pour piano op. 37 OCLC 498320067
- Menuetto capriccioso et Mazurka-impromptu für Klavier op. 38 OCLC 81143872
- Souvenirs d’italie, Suite de morceaux pour piano op. 39, 1889 I Ballade venitienne: barcarola : op. 39, no. 1: Barcarolle-Legende OCLC 1077762695 II Como: Le lucciole: scherzo, Ed. Bote & G. Bock, Berlin OCLC 1046099761 III Firenze: Canzonetta Toscana all’antica OCLC 809149463 IV Roma: Mandolinata OCLC 57397997V Napoli: Tarantella OCLC 221135055VI Catania: Siciliana all’antica OCLC 154186357
- Suite „A la Campagne“, op. 40, um 1890,  I Jeux de ondes [Spiel der Wellen], Etude OCLC 985444488 II Romance III Primula veris OCLC 51523707 IV A la Mazurka OCLC 662203913 V Danse a la russe OCLC 165295378
- Trois études caractéristiques pour piano op. 41, Bote & Bock, Berlin, 1892 OCLC 31785690 I Études homoresque II La toupie [Kreisel] III La babillarde
- Deux morceaux pour piano op. 42, Bote & Bock, Berlin, 1894  OCLC 642789136 I Fantaisie-Nocturne II Valse coquette
- Deux morceaux pour piano op. 43 I Serenata, Bote & Bock, Berlin, 1894 OCLC 165295422 II La Piccola, Etude OCLC 896624913
- Pastels, vier Stücke für Klavier op 44, I Prélude, Bote & Bock, Berlin, 1897 OCLC 1082890732 II Gigue all’antica, Bote & Bock, Berlin, 1897 OCLC 81273792 III Humoresque, Bote & Bock, Berlin, 1897 OCLC 81273792 IV Intermezzo en octaves, Maurizio Rosenthal gewidmet OCLC 224971412
- Deux Arabesques op. 45, Bote & Bock, Berlin OCLC 1072991836 I En forme d'étude OCLC 165295382 II Á la tarantelle, Ed. Bote & G. Bock, Berlin OCLC 1228753248
- Contes de Jeunesse Suite, op. 46, Bote & Bock, Berlin OCLC 642789134 I Berceuse (Wiegenlied) II Ainsi dansait Maman [So tanzte Mama], Menuet all’antica III Verwickelte Geschichte IV Un Moment de tristesse OCLC 370368896V Toccata: Hommage an C. Czerny VI Impromptu en Souvenir de Henselt VII Fantasiestück: Hommage an R. SchumannVIII Gavotte a l’antica e musette moderne OCLC 165295398 IX Hommage an Chopin OCLC 767376315
  - Aus Contes de Jeunesse op. 46. Fantasiestück (Hommage à Schumann) Das Klavierwerk Nr. 5 (arr. Muth) ISMN M-2054-1310-1 Wolfgang G. Haas-Musikverlag Köln.
  - Hommage a Chopin, Das Klavierwerk Nr. 4 (arr. Muth) ISMN M-2054-0459-8, Wolfgang G. Haas-Musikverlag Köln.
- Zwei Stücke für Klavier op. 47, Bote & Bock, Berlin OCLC 31786466 I I Nocturne II Scherzo, Bote & Bock OCLC 1253716323
- Trois morceaux [Drei Stücke für Klavier], op. 48, Bote & Bock, Berlin, 1909 OCLC 31786549 I Prelude humoresque II Intermezzo scherzando OCLC 165295428 III Etude Héroique
- Deux préludes op. 49 Bote & Bock, Berlin, 1913 I Chant du soir, Prélude OCLC 32803509 II Valse-prélude OCLC 31787707

### Werke ohne Opuszahl
- Lied ohne Worte für Violine, Spina, Wien, 1867 OCLC 699790013
- Mendolinata für Klavier
- Variationen für Oboe und Klavier über ein Thema von Beethoven OCLC 165295437
- Filmszenen für Orchester, Universal Edition, Wien OCLC 725089473
- Nocturne für Klavier, Edward Schubert & Co OCLC 898310236
- Scherzo für Horn und Orchester, Universal Edition, Wien OCLC 725089488

### Bühnenwerke
- Die Brüder von San Marco, Oper (1848–1852), Fragment.
- Die erste Falte (Libretto: Salomon Hermann Mosenthal), komische Oper in einem Akt (UA 1867 Prag). OCLC 894716067